# Fissidens nothotaxifolius
Fissidens nothotaxifolius är en bladmossart som beskrevs av Ronald Arling Pursell och Hoe 1975 [1976. Fissidens nothotaxifolius ingår i släktet fickmossor, och familjen Fissidentaceae. Inga underarter finns listade i Catalogue of Life.